# Trosteaneț, Dolîna
Trosteaneț (în ucraineană Тростянець) este localitatea de reședință a comunei Trosteaneț din raionul Dolîna, regiunea Ivano-Frankivsk, Ucraina.

## Demografie
Componența lingvistică a localității Trosteaneț
     Ucraineană (98,94%)
     Alte limbi (1,08%)
Conform recensământului din 2001, majoritatea populației localității Trosteaneț era vorbitoare de ucraineană (98,94%), existând în minoritate și vorbitori de alte limbi.